# Coppa Italia Primavera 2006-2007
La Coppa Italia Primavera 2006-07 è stata la trentacinquesima edizione del torneo riservato alle squadre giovanili iscritte al Campionato Primavera. Il torneo è iniziato nel mese di agosto 2006 e si è concluso il 4 aprile 2007.
La Juventus, allenata da Vincenzo Chiarenza, ha vinto il torneo per la 3ª volta nella sua storia, battendo nella doppia finale l'Inter.

## Ottavi di finale
Andata il 18 ottobre 2006; ritorno il 31 ottobre, e il 1, l'8 e il 15 novembre 2006
| Squadra 1  | Totale     | Squadra 2 | Andata | Ritorno |
| ---------- | ---------- | --------- | ------ | ------- |
| Juventus   | 10 - 0     | Chievo    | 6 - 0  | 4 - 0   |
| Sampdoria  | 4 - 4(gfc) | Empoli    | 2 - 1  | 2 - 3   |
| Milan      | 2 - 4      | Bologna   | 2 - 3  | 0 - 1   |
| Cagliari   | 2 - 3      | Palermo   | 2 - 1  | 0 - 2   |
| Atalanta   | 3 - 5      | Inter     | 3 - 4  | 0 - 1   |
| Cisco Roma | 4 - 2      | Bari      | 1 - 0  | 3 - 2   |
| Pescara    | 6 - 2      | Lecce     | 5 - 2  | 1 - 0   |
| Roma       | 1 - 2      | Siena     | 1 - 0  | 0 - 2   |

## Quarti di finale
Andata il 22 novembre 2006; ritorno il 20 dicembre e 2006
| Squadra 1  | Totale | Squadra 2 | Andata | Ritorno |
| ---------- | ------ | --------- | ------ | ------- |
| Juventus   | 6 - 3  | Sampdoria | 2 - 2  | 4 - 1   |
| Palermo    | 4 - 1  | Bologna   | 3 - 1  | 1 - 0   |
| Cisco Roma | 2 - 5  | Inter     | 1 - 1  | 1 - 4   |
| Pescara    | 2 - 1  | Siena     | 1 - 0  | 1 - 1   |

## Semifinali
Andata il 24 e il 31 gennaio 2007; ritorno il 27 e il 28 febbraio 2007
| Squadra 1 | Totale | Squadra 2 | Andata | Ritorno |
| --------- | ------ | --------- | ------ | ------- |
| Juventus  | 3 - 1  | Palermo   | 3 - 0  | 0 - 1   |
| Pescara   | 2 - 3  | Inter     | 2 - 0  | 0 - 3   |

## Finale
Andata il 28 marzo 2007; ritorno 4 aprile 2007
| Squadra 1 | Totale | Squadra 2 | Andata | Ritorno |
| --------- | ------ | --------- | ------ | ------- |
| Juventus  | 3 - 1  | Inter     | 2 - 0  | 1 - 1   |